# Maison Rossell
La maison Rossell (catalan : casa Rossell), ou maison Fiter-Riba (catalan : casa Fiter-Riba), est un manoir à Ordino, en Andorre. L'édifice est un Bien d'intérêt culturel de l'État andorran.

## Historique
La maison Rossell a été construite en 1611, selon une plaque de pierre au-dessus de la porte d'entrée de la maison, sous un passage couvert. En plus de la date, il y a aussi l'inscription "Ant.ro", qui signifie Antoni Rossell, syndic général d'Andorre à partir de 1683.
La famille Rossell était une famille très importante depuis le XVe siècle tant à Ordino que dans le reste de l'Andorre. Sa fortune provient des terres qu'ils ont accumulées et des forges de fer.
L'agriculture et l'élevage furent la principale source de revenus de la famille Rossell, mais la structure de cette activité changeait au fur et à mesure, au gré des exigences du marché. Entre le XVIIe et le XXe siècle, la famille fut une grande productrice de blé, principalement destiné à la vente. En 1810, la famille Rossell avait plus de 58 hectares de production de blé à Ordino. Les changements dans l'activité économique peuvent surtout être constatés dans la composition du bétail. Au XVIIe siècle elle est composée principalement de brebis (entre 2000 et 5000 têtes de bétail), au XVIIIe siècle on y introduit des mules, tout en maintenant les brebis ; le nombre de ces dernières diminuera encore au long du XIXe siècle pour y introduire des équidés et à partir de la fin du XIXe siècle, l'activité se centre essentiellement sur l'élevage et l'exportation de bovins.
La famille était liée à l'industrie métallurgique au moins depuis 1619, alors qu'elle était copropriétaire de la forge El Serrat avec la famille Areny-Plandolit. Plus tard, la famille fonda sa propre forge : la farga Rossell, à La Massana, qui fonctionna de façon intermittente entre 1842 et 1876.
Les Rossell devinrent la deuxième maison la plus importante de la paroisse d'Ordino, juste après la maison d'Areny-Plandolit, à partir du milieu du XVIIe siècle. Au fur et à mesure que les Rossell augmentaient leur patrimoine économique, ils amélioraient leur position sociale à travers des alliances matrimoniales qu'ils cherchaient en dehors de leur vallée, surtout avec des membres de la bourgeoisie aisée des comarques pyrénéennes. L'importance politique de la famille augmentait aussi.
Le juriste Antoni Fiter i Rossell (1706-1748) est né à la maison Fiter-Riba, anciennement Rossell, l'aîné des six enfants de Joan Fiter d'Ares et Joana Agna Fiter i Rossell, héritière de Can Rossell. Pendant douze ans, il administra les biens familiaux, mais refusa le droit d'hériter du manoir et du domaine familial pour ne pas se marier. Sa place de chef de maison était alors occupée par le chevalier, son frère Pere Fiter i Rossell. Antoni Fiter fut nommé vicaire épiscopal en 1739 et c'est dans la maison qu'il rédigea, en 1748, le Manual Digest.
La maison Rossell reçut Jacint Verdaguer qui y séjourna lors de son passage en Principauté en 1883. Verdaguer officia la messe dans la chapelle de la maison, construite en 1780.
Au XIXe siècle, l'héritier de la maison Joaquim de Riba ouvrit la forge Rossell et soutint la Nouvelle Réforme de 1866, et devint ainsi un rival politique des Areny, plus conservateur. Son fils, Joaquim de Riba i Camarlot (1856-1925), était médecin et pionnier de la photographie en Andorre marié à Montserrat Martínez et Oliana de Barcelone, ils n'eurent pas d'enfants. Les derniers héritiers, Joaquim Riba Cassany (1906-1983), conseiller général et photographe, et Lluïsa Riba Cassany (1908-1993), sont décédés sans descendance et la maison Rossell est alors devenue la propriété du gouvernement d'Andorre en 1993.
La maison, sa chapelle et le pigeonnier ont été protégés comme Bien d'intérêt culturel en juillet 2003. Entre 2013 et 2014, l'extérieur et le parc ont été réaménagés facilitant les accès des promeneurs.

## Description
On accède à la propriété par la gravada del Rossell en face de la casa d'Areny-Plandolit, perpendiculairement à la Carrer Major. La propriété s'étale en descendant cette ruelle jusqu'au riu de les Aubes. Le mot gravada fait référence à une rue pavée, étant donné que les rues à fort dénivelé étaient pavées pour éviter que la pluie ne les érode.
De chaque côté de la rue, les deux volumes principaux forment le noyau des propriétés de la famille à Ordino. À droite, la maison familiale, dont le mur des travaux d'agrandissement de 1968 est non achevés à cause des dettes de la famille. À gauche, le petit fenil et la maison du métayer, acquises par la famille Rossell en un moment d'essor pour augmenter son patrimoine, le pigeonnier et la chapelle familiale, et un jardin qui était le potager.
La maison principale est un bâtiment légèrement trapézoïdal, structuré en trois travées et avec un volume attaché à l'angle sud. Bien qu'elle soit orientée vers le sud-ouest, son accès principal se trouve au sud, avec la porte principale couronnée par un arc de plein cintre. Sa toiture est à deux pans, avec des avant-toits saillants pour protéger la façade, et a été restaurée au milieu du XXe siècle. Dans le pignon de la maison (dernier étage) se détachent les trous d'un pigeonnier de façade.
Depuis la cour centrale au sud, on peut voir la façade principale de la maison, orientée vers le sud-ouest pour profiter d'une exposition maximale au soleil et qui pour cela possède davantage de fenêtres. Au rez-de-chaussée, trois fenêtres sont protégées par des grilles, tandis que les deux étages supérieurs contiennent deux balcons avec des rambardes en fer : trois fenêtres à balcon au premier étage et quatre au deuxième. La rambarde en fer forgé du balcon principal, avec les initiales du nom de famille, fut probablement fabriquée au milieu du XVIIIe siècle, pendant la période de splendeur maximale de la famille, étroitement liée à la pré-industrie du fer et à un contexte économique et politique favorable.
Dans l'angle sud, un volume a été ajouté au début du XXe siècle qui sert au rez-de-chaussée de portail d'entrée à la cour, et qui à l'étage supérieur possède un solarium doté de fenêtres néogothiques à arc brisé sur deux de ses faces.
À l'intérieur, au rez-de-chaussée se trouvaient les caves à huile, à vin et à viande. Au premier étage, étaient disposés  deux chambres avec alcôve, un salon noble et la cuisine. Au deuxième étage se trouvaient deux autres chambres avec alcôves et une cinquième pièce plus petite.
La cour de maison Rossell est un espace pavé, fermé à l'extérieur, réservé à la famille. Autour de cet espace polyvalent s'organisaient les divers volumes qui composaient la maison, et la famille y menait toute une série de tâches liées à l'agriculture et l'élevage.
Le grand fenil au nord-ouest de la cour était composé de deux étages : le rez-de-chaussée faisait office d'étable pour le bétail de la maison et l'étage servait de grange pour la paille utilisée pour nourrir le bétail pendant les longs mois d'hiver.

## Fonds photographiques
Les fonds photographique de la maison Rossell ont deux origines :
- de Joaquim de Riba Camarlot (1856-1925), la plus ancienne collection de photographies andorranes. Entre 1884 et 1925, il a réalisé 673 négatifs (plaques de verre), dont 511 appartiennent à l'Andorre et 162 sont hors de la Principauté. Cette partie de la collection a été inscrite aux Archives nationales d'Andorre en 1996. On peut considérer cette partie du fonds comme la plus riche des Archives en termes de procédés photographiques (daguerréotypes, ferrotypes, albumines, collodions ou autochromes).
- du dernier héritier de la maison, Joaquim de Riba Cassany (1906-1983), neveu du précédent. Il a réalisé entre 1930 et 1950 une importante production d'images de son environnement, de sa famille et de la paroisse d'Ordino. Cette collection a été mises dans les Archives nationales d'Andorre en 2000.

## Galerie de photographies

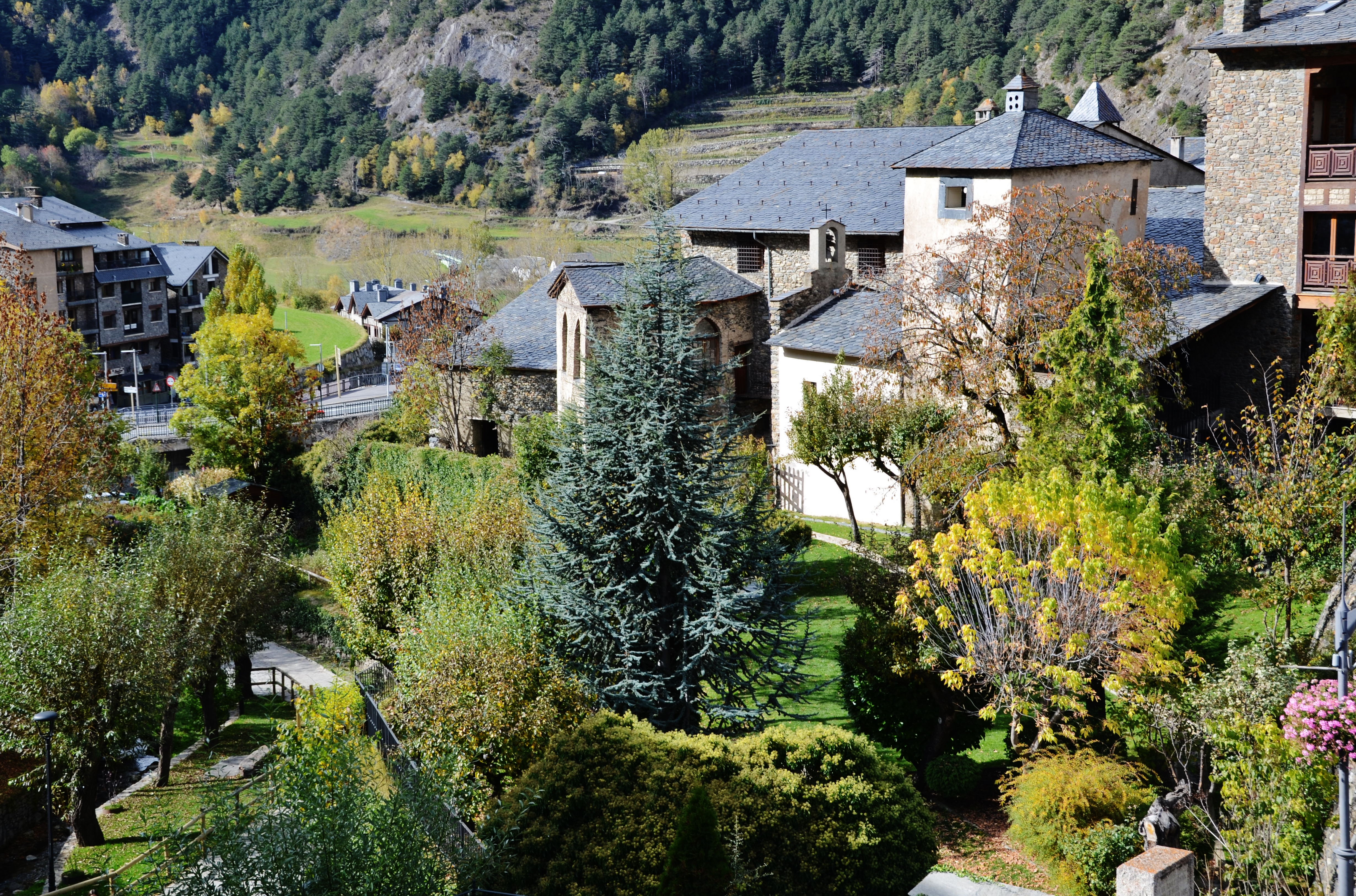
Vue générale
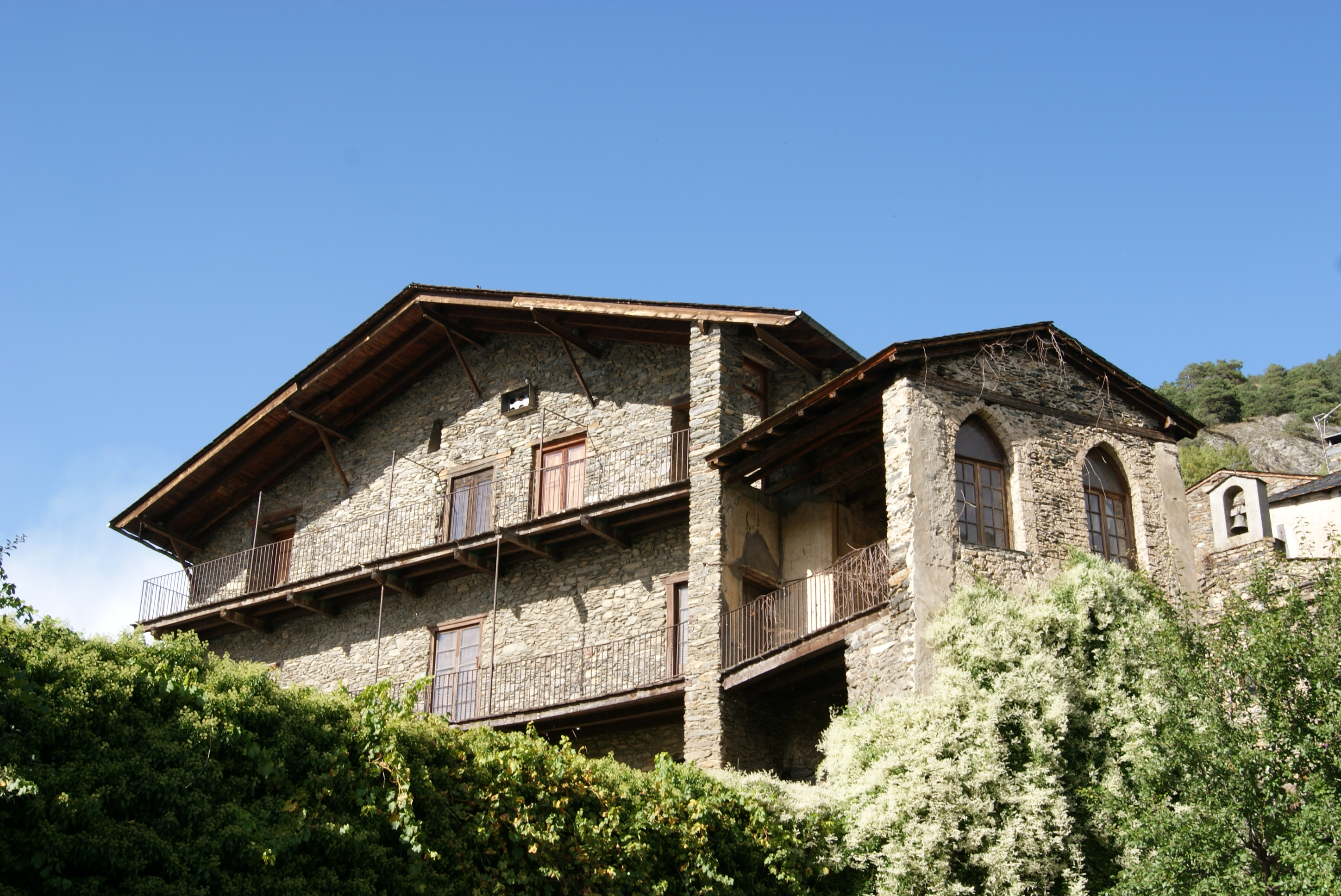
Vue de la façade sud-ouest